# Stenopsychidae
De Stenopsychidae zijn een familie van schietmotten (Trichoptera). De familie telt drie geslachten in twee onderfamilies.

## Onderfamilies
- Stenopsychinae
- Stenopsychodinae